# ناوتلوس
ناوتلوس (انگلیسی: Nautilus, Inc.) شرکت تجهیزات ورزشی کانادایی است، که در سال ۱۹۸۶ تأسیس شد.